# Monachosorum subdigitatum
Monachosorum subdigitatum là một loài thực vật có mạch trong họ Dennstaedtiaceae. Loài này được (Blume) Kuhn miêu tả khoa học đầu tiên năm 1882.